# Nannaethiops
Nannaethiops is een geslacht van straalvinnige vissen uit de familie van de hoogrugzalmen (Distichodontidae).

## Soorten
- Nannaethiops bleheri Géry & Zarske, 2003
- Nannaethiops unitaeniatus Günther, 1872